# Kanton Appenzell Innerrhoden

Logo des Kantons Appenzell Innerrhoden

Appenzell Innerrhoden (Kürzel AI; im lokalen schweizerdeutsch Appezöll Inneroode, französisch Appenzell Rhodes-Intérieures, italienisch Appenzello Interno, rätoromanisch Appenzell Dadensⓘ) ist ein Kanton in der Deutschschweiz. Er zählt zur Region Nordostschweiz und zur Grossregion Ostschweiz. Der Hauptort ist Appenzell.

## Geographie

### Überblick
Appenzell Innerrhoden ist mit 173 Quadratkilometern nach Basel-Stadt der Kanton mit der zweitkleinsten Fläche.
Im Kanton werden 56,0 Prozent der Gesamtfläche als landwirtschaftliche Flächen genutzt. Im Jahr 2020 wurden 6,3 Prozent der landwirtschaftlichen Nutzfläche durch 27 Betriebe biologisch bewirtschaftet.

### Lage des Kantons
Der Kanton Appenzell Innerrhoden grenzt an die Kantone Appenzell Ausserrhoden und St. Gallen.
Höchster Berg ist der Säntis (2502 m ü. M.) im Alpstein, auf dem sich die Grenzen der drei Kantone Appenzell Innerrhoden, Appenzell Ausserrhoden und St. Gallen treffen. Aufgrund der Zersplitterung des Kantons in drei Gebiete existieren sechs solcher Grenztreffpunkte. Der Säntis ist der südlichste und westlichste von diesen.

## Bevölkerung

### Überblick
Die Einwohner des Kantons werden Innerrhoder bzw. mundartnah Innerrhöd(e)ler genannt. Sie gelten als konservativ und sind römisch-katholisch geprägt.
Per 31. Dezember 2023 betrug die Einwohnerzahl des Kantons Appenzell Innerrhoden 16'214. Die Bevölkerungsdichte liegt mit 96 Einwohnern pro Quadratkilometer weit unter dem Schweizer Durchschnitt (217 Einwohner pro Quadratkilometer).
Der Ausländeranteil (gemeldete Einwohner ohne Schweizer Bürgerrecht) bezifferte sich am 31. Dezember 2023 auf 12,5 Prozent, während landesweit 27,0 Prozent Ausländer registriert waren.
Per 30. Juni 2021 betrug die Arbeitslosenquote 0,8 Prozent gegenüber 2,8 Prozent auf eidgenössischer Ebene.

### Sprachen
Faktische Amtssprache ist Deutsch. Die gesprochenen schweizerdeutschen Mundarten gehören dem Hochalemannischen und innerhalb dessen dem Ostschweizer Dialekt an. Sie heben sich einerseits durch zahlreiche ältere Lautungen und Wörter, anderseits durch eigene Neuerungen vom übrigen ostschweizerischen Dialektkontinuum ab.

### Religionen – Konfessionen
Der Kanton Appenzell Innerrhoden ist ein römisch-katholisch geprägter Kanton. Sein Gebiet trennte sich 1597 im Rahmen der Landteilung vom evangelisch-reformiert gewordenen Landesteil des nachmaligen Kantons Appenzell Ausserrhoden ab.
Laut einer Erhebung des Bundesamtes für Statistik von 2018 bekennen sich 87,3 Prozent der Kantonsbevölkerung ab 15 Jahren zum Christentum: 74,5 Prozent sind römisch-katholischer Konfession (Bistum St. Gallen), 9,8 Prozent evangelisch-reformierter Konfession (Evangelisch-reformierte Landeskirche beider Appenzell); und 3,0 Prozent gehören anderen christlichen Konfessionen an. Der Anteil anderer Religionsgemeinschaften in der Bevölkerung ab 15 Jahren beträgt 3,3 Prozent, während 9,4 Prozent sich als konfessionslos bezeichnen.

## Geschichte
Der Kanton Appenzell Innerrhoden, seit 1513 wie Ausserrhoden ein Glied der Eidgenossenschaft, bildete vor der Gegenreformation zusammen mit dem Kanton Appenzell Ausserrhoden den Kanton Appenzell. Im Jahr 1597 teilte Appenzell sich friedlich in zwei Halbkantone (Landteilung), in das reformierte Appenzell Ausserrhoden und das katholisch gebliebene Appenzell Innerrhoden. Diese sind heute im Schweizer Ständerat mit jeweils nur einem statt mit zwei Sitzen vertreten. Sonst sind die «Halbkantone» heute eigenständige Kantone, wie die anderen Kantone der Schweiz auch.
Nachdem der Landsgemeinde-Kanton Appenzell im Mittelalter halbwegs demokratisch aufgebaut gewesen war, bildete sich seit dem 16. Jahrhundert wie in den anderen Kantonen in Innerrhoden zusehends eine elitäre Oberschicht aus, welche den Kanton selbstherrlich regierte, einzelne Familien beherrschten die Politik. Erst mit der Helvetik (vorübergehend und unter der Fremdherrschaft Frankreichs) und dann im 19. Jahrhundert bildeten sich wieder demokratischere Verhältnisse aus.
Appenzell Innerrhoden war nach einem Bundesgerichtsentscheid vom 27. November 1990 der letzte Schweizer Kanton, der das 1971 auf eidgenössischer Ebene beschlossene Frauenstimmrecht gegen den Willen der (männlichen) Stimmbürger auch auf kantonaler Ebene einführen musste. Im April 1990 hatte sich die Landsgemeinde noch gegen die Einführung des Frauenstimmrechts ausgesprochen.

## Verfassung und Politik
Die gegenwärtige Verfassung für den Eidgenössischen Stand Appenzell Innerrhoden datiert vom 24. Wintermonat [November] 1872. Sie wurde seither mehrmals geändert, so Ende des 20. Jahrhunderts, als der Gewaltenteilung grössere Nachachtung verschafft und die Gerichtsorganisation revidiert wurde. Die Landsgemeinde 2024 erliess eine neue Verfassung, doch ist diese noch nicht in Kraft.

### Legislative

#### Landsgemeinde

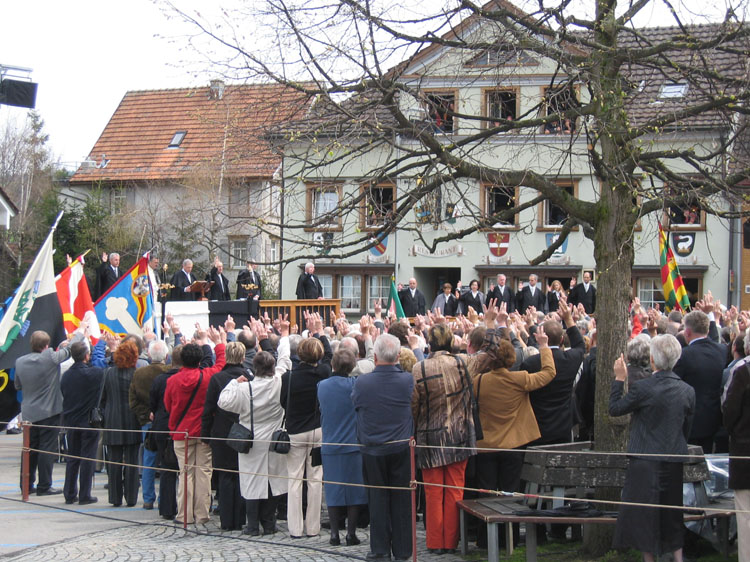
Vereidigung bei der Innerrhoder Landsgemeinde in Appenzell

Die jährlich – in der Regel am letzten Aprilsonntag – in Appenzell abgehaltene Landsgemeinde ist die Versammlung der stimm- und wahlberechtigten Einwohnerinnen und Einwohner des Kantons und damit dessen oberstes Organ. Als Stimmrechtsausweis können Männer neben der papierenen Stimmkarte auch das sogenannte «Seitengewehr» vorzeigen, früher tatsächlich ein Gewehr, heute ein zumeist ererbter Degen, wahlweise auch ein Bajonett oder Säbel. Die Abstimmung erfolgt per Handerheben.
Jedes Gesetz unterliegt der Abstimmung an der Landsgemeinde (obligatorisches Referendum).
Finanzbeschlüsse des Grossen Rates unterliegen der Abstimmung durch die Landsgemeinde zwingend, wenn sie einmalig wenigstens 1'000'000 Franken oder während mindestens fünf Jahren wiederkehrend wenigstens 200'000 Franken betragen. Fakultativ unterliegen Finanzbeschlüsse der Abstimmung durch die Landsgemeinde, wenn sie einmalig wenigstens 250'000 Franken oder während mindestens fünf Jahren wiederkehrend wenigstens 50'000 Franken betragen (Finanzreferendum). Die Löhne für das Staatspersonal sind dem Referendum entzogen.
Jeder einzelne stimm- und wahlberechtigte Einwohner hat das Recht, eine Initiative einzureichen, welche die Abänderung der Verfassung oder den Erlass, die Änderung oder die Aufhebung eines Gesetzes bezweckt. Solche Initiativen sind der Landsgemeinde zwingend zur Abstimmung zu unterbreiten.
An der Landsgemeinde werden die Mitglieder der Kantonsregierung und des Kantonsgerichts sowie der Vertreter des Kantons im Ständerat gewählt.

#### Grosser Rat

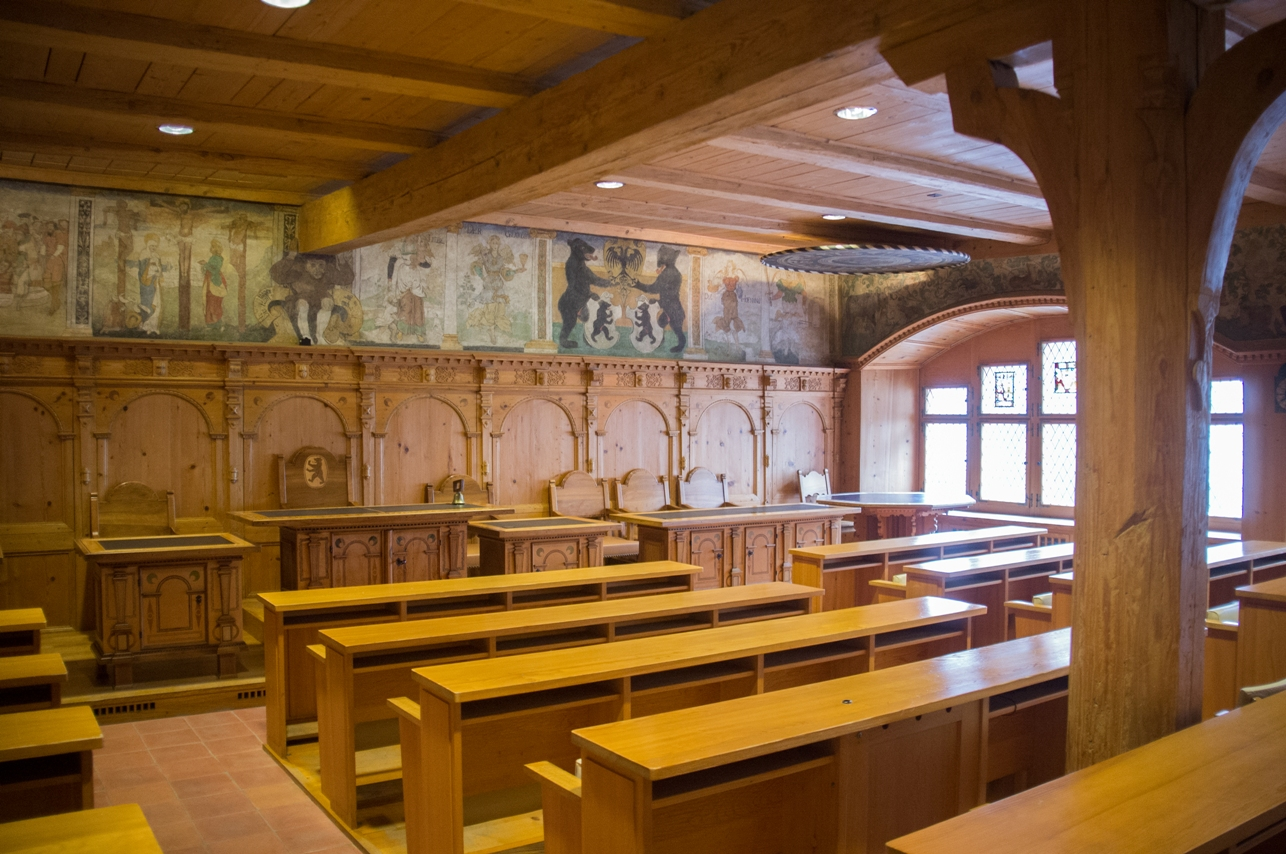
Grossratssaal in Appenzell

Kantonsparlament ist der Grosse Rat. Seine wichtigste Aufgabe ist die Vorberatung der Verfassungs- und Gesetzesvorlagen zuhanden der Landsgemeinde. Im Weiteren erlässt er Verordnungen und Reglemente zum Vollzug der Gesetzgebung des Kantons und überwacht den Geschäftsgang aller Behörden. Ausserdem prüft und genehmigt er die Jahresrechnung, legt das Budget und den Steuersatz fest und fällt die Entscheide über die Erteilung des Landrechtes (Bürgerrechts). Schliesslich verfügt er über das Begnadigungsrecht.
Die Einsitznahme der Standeskommission (Kantonsregierung) und die Leitung des Grossen Rates durch den Landammann wurde 1995 beseitigt.
Mit den Neuwahlen im Jahre 2015 trat eine Neuregelung in Kraft, nach der die Zahl der Grossratsmitglieder auf 50 festgelegt wurde. Jedem der sechs Bezirke stehen dabei mindestens vier Vertreter zu. Die restlichen 26 Mandate werden der Einwohnerzahl nach verteilt. Nach der zuvor geltenden Regelung wählte jeder Bezirk aus den in seinem Gebiet wohnhaften Stimmberechtigten auf 300 Einwohner je ein Mitglied, wobei eine Bruchzahl von mehr als 150 Bezirkseinwohnern einen Bezirk ebenfalls zu einem Vertreter berechtigte. Aus diesem Grund war die Zahl der Grossratsmitglieder bis 2015 variabel.
Die Amtsdauer des Grossen Rates beträgt vier Jahre. Die Wahlen finden in den meisten Bezirken an offenen Bezirksgemeinden statt, in Oberegg jedoch an der Urne.
Sitzverteilung pro Bezirk (2024): Appenzell: 18; Schwende-Rüte: 18; Schlatt-Haslen: 4; Gonten: 4; Oberegg: 6; Total: 50. Insgesamt sind 11 Frauen und 39 Männer im Grossen Rat.

### Exekutive – Standeskommission
Kantonsregierung ist die Standeskommission, die alljährlich von der Landsgemeinde gewählt wird. Sie zählt sieben Mitglieder, die in ihrem Amt jeweils traditionelle Amtsbezeichnungen tragen und ihren Departementen vorstehen. Die Standeskommission kennt nur eine bedingte Selbstkonstituierung: Vier ihrer Mitglieder werden vom Stimmvolk direkt in das jeweilige Amt gewählt, die drei übrigen erhalten ihre Ämter von der Standeskommission zugewiesen. Regierender und stillstehender Landammann wechseln sich in einem Turnus von zwei Jahren ab.
Seit 2025 ist Roland Dähler (parteilos) als Nachfolger für den zurückgetretenen Roland Inauen (parteilos) regierender Landammann. Dähler war bereits mehrmals in diesem Amt. Erstmals wurde mit Angela Koller (Mitte) eine Frau zum stillstehenden Landammann gewählt. Ruedi Ulmann wurde durch Hans Dörig ersetzt. Die übrigen Mitglieder der Standeskommission wurden in ihren Ämtern bestätigt.
| Regierungsrat      | Titel                          | Partei    | Departement                              |
| ------------------ | ------------------------------ | --------- | ---------------------------------------- |
| Roland Dähler      | Regierender Landammann         | parteilos | Volkswirtschaftsdepartement              |
| Angela Koller      | Frau Stillstehender Landammann | Mitte     | Erziehungsdepartement                    |
| Monika Rüegg Bless | Statthalter                    | parteilos | Gesundheits- und Sozialdepartement       |
| Ruedi Eberle       | Säckelmeister                  | SVP       | Finanzdepartement                        |
| Stefan Müller      | Landeshauptmann                | Mitte     | Land- und Forstwirtschaftsdepartement    |
| Hans Dörig         | Bauherr                        | parteilos | Bau- und Umweltdepartement               |
| Jakob Signer       | Landesfähnrich                 | parteilos | Justiz-, Polizei- und Militärdepartement |

Bis zur Verkleinerung der Standeskommission von neun auf sieben Mitglieder 1996 gab es überdies den für das Militärwesen zuständigen Landeszeugherrn und den für das Sozialwesen zuständigen Armleutsäckelmeister.

### Judikative
Das die Verfassungsbestimmungen über die Gerichte konkretisierende gegenwärtige Gerichtsorganisationsgesetz datiert vom 25. April 2010.
In jedem Bezirk besteht ein der ersten Gerichtsinstanz vorgeschaltetes Vermittleramt. Erste Gerichtsinstanz sind die beiden von den Bezirken gewählten Bezirksgerichte für den Inneren und den Äusseren Landesteil. Zweite Gerichtsinstanz ist die Abteilung Zivil- und Strafgericht des von der Landsgemeinde gewählten Kantonsgerichts in Appenzell.
Für den gesamten Kanton bestehen überdies eine Schlichtungsstelle für miet- und nichtlandwirtschaftliche Pachtverhältnisse, eine Schlichtungsstelle für Gleichstellungsfragen und ein Jugendgericht. Erstere beide werden von der Standeskommission, das letztgenannte vom Grossen Rat gewählt.
Die Verwaltungsgerichtsbarkeit wird von der verwaltungsgerichtlichen Abteilung des Kantonsgerichts ausgeübt.
Das Spangericht, das «dingliche Streitsachen, sofern diese Flur und Weide, Quellen und Brunnen, Bach und Holz, Steg und Weg» betrafen, sowie das Kassationsgericht, das für Nichtigkeitsklagen und -beschwerden zuständig war, wurden 1998 aufgehoben.

### Bezirke

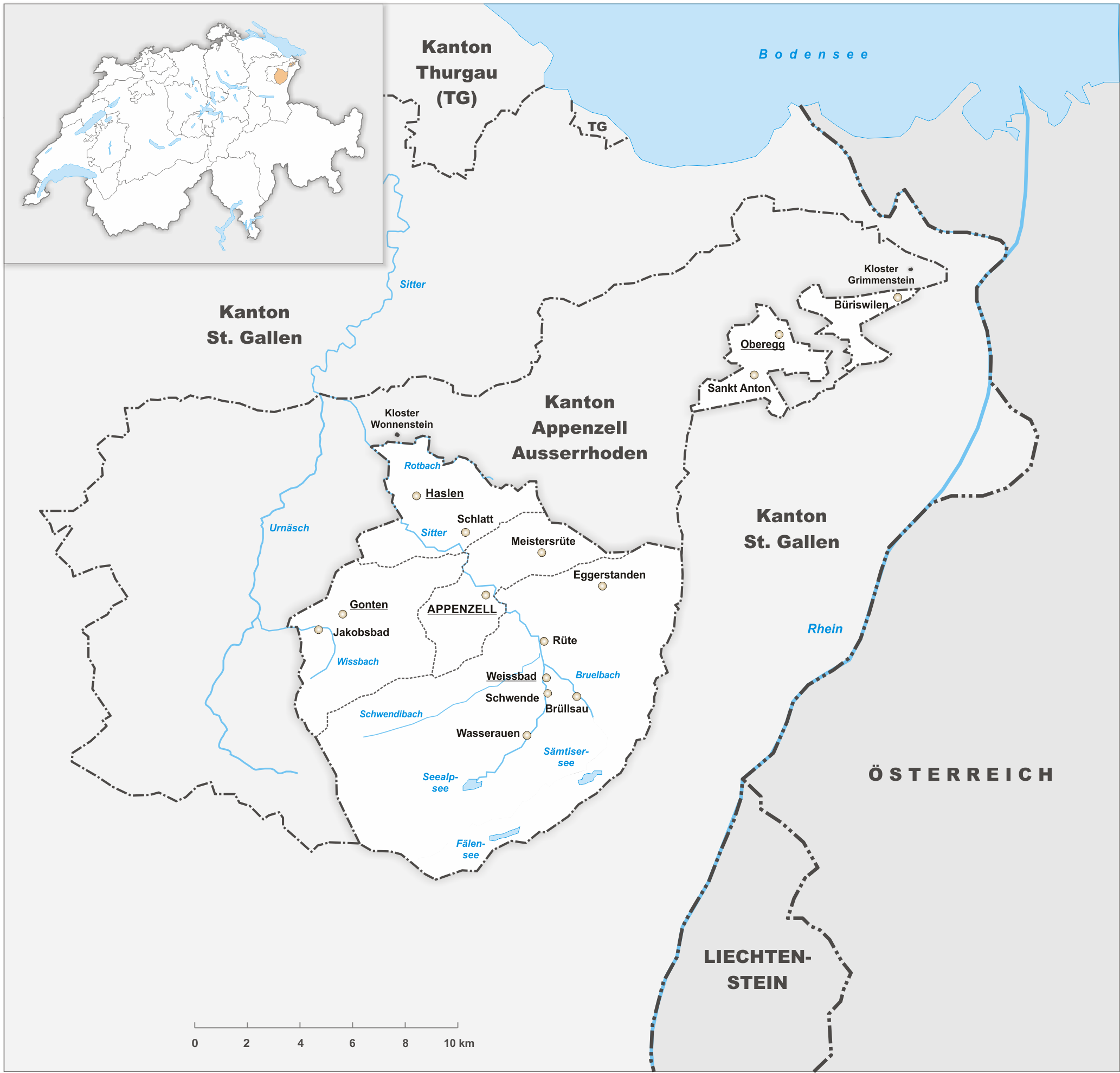
Kanton Appenzell Innerrhoden

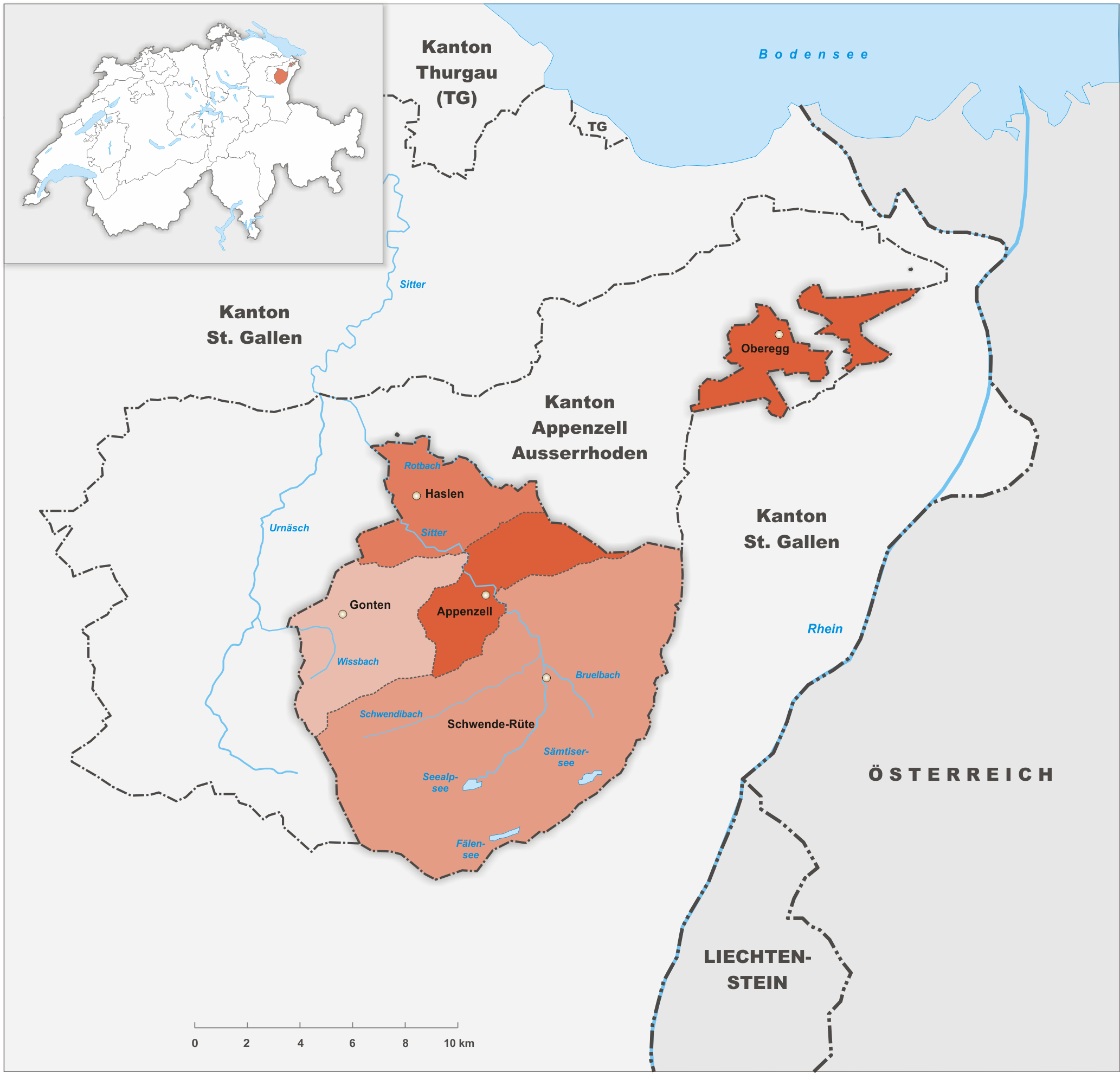
Bezirke (Orte) des Kantons Appenzell Innerrhoden

Die Bezirke sind die lokalen Verwaltungseinheiten im Kanton Appenzell Innerrhoden. Sie entsprechen den politischen Gemeinden anderer Kantone und werden daher in Statistiken usw. häufig als Gemeinden bezeichnet. Die Bezirke entstanden 1872 aus den ehemaligen Rhoden.
Nachfolgend aufgelistet sind alle fünf Bezirke per 1. Mai 2022:
| Bezirk (Ort)        | Einwohner | Ausländeranteil in Prozent |
| ------------------- | --------- | -------------------------- |
| Schwende-Rüte       | 6060      | 8,2 %                      |
| Appenzell, Hauptort | 6009      | 21,2 %                     |
| Oberegg             | 1931      | 8,7 %                      |
| Gonten              | 1464      | 5,1 %                      |
| Schlatt-Haslen      | 1121      | 5,3 %                      |

Da sich zwei, früher drei Bezirke (Appenzell, Schwende und Rüte) das Dorf Appenzell aufteilen, wurde schon im 16. Jahrhundert für gemeindeübergreifende Aufgaben eigens eine Spezialgemeinde gegründet, die Feuerschaugemeinde, welches das Dorf Appenzell mit seinen Aussenquartieren umfasst. Heute ist die Feuerschaugemeinde für die Baupolizei, die Feuerwehr sowie die Wasser- und Energieversorgung zuständig.
Die Bezeichnung für einen Bezirkspräsidenten ist Bezirkshauptmann, der Stellvertreter wird Stillstehender Bezirkshauptmann genannt. Die Hauptmänner haben ähnliche Funktionen wie Gemeindepräsidenten anderer Kantone.
Die vom Grossen Rat geplante Strukturreform, wonach das Innere Land (der ganze Kanton Appenzell Innerrhoden bis auf Oberegg) zu einem einzigen Bezirk zusammengeschlossen werden sollte, wurde an der Landsgemeinde vom 29. April 2012 abgelehnt. Freiwillige Fusionen einzelner Bezirke bleiben möglich.
Per 1. Mai 2022 fusionierten die Bezirke Schwende und Rüte zum neuen Bezirk Schwende-Rüte.

### Landesteile
Der Kanton teilt sich in den Inneren Landesteil (Bezirke Appenzell, Gonten, Schlatt-Haslen und Schwende-Rüte) und den Äusseren Landesteil (Bezirk Oberegg). Die beiden Landesteile sind die Träger des Gemeindebürgerrechts. Sie bilden auch den Zuständigkeitsrayon für die Schlichtungsstellen und die Bezirksgerichte sowie beispielsweise für die Baubehörde, die Erbschaftsbehörde sowie die Notfallversorgung.

### Appenzell Innerrhoden im Bund
Appenzell Innerrhoden ist als ursprünglicher Halbkanton im Ständerat nur mit einem Sitz vertreten. Im Nationalrat, in dem die Sitze nach Einwohnerzahl zugeteilt werden, hat der Kanton derzeit Anspruch auf einen Sitz.
- Ständerat: Daniel Fässler, seit 2019
- Nationalrat: Thomas Rechsteiner, seit 2019

## Wirtschaft
2022 betrug das Bruttoinlandsprodukt (BIP) 1,2 Milliarden Schweizer Franken (Platz 26 unter den 26 Kantonen). Mit einem BIP pro Kopf von 75'526 Franken (2022) belegte der Kanton Platz 15 und damit einen mittleren Rang. Die Arbeitslosenquote von 0,6 % (November 2024) lag jedoch deutlich unter dem landesweiten Durchschnitt von 2,6 % und war der niedrigste Wert unter allen Kantonen.
Ausser der Landwirtschaft ist der Kanton durch ein vielfältiges Gewerbe gekennzeichnet, u. a.:
- Goba AG (bis 2013 Mineralquelle Gontenbad AG): Mineralwasser
- Brauerei Locher
- Wyon AG: Mikrobatterien und -akkus

## Verkehr

Busnetz in den Kantonen Appenzell Ausser- und Innerrhoden

### Öffentlicher Verkehr
Im Kanton Appenzell Innerrhoden verkehren acht Postautolinien. Diese versorgen den eigenen Kanton und teilweise auch noch die Kantone Appenzell Ausserrhoden und St. Gallen. Der  Halbkanton ist ausserdem durch die Appenzeller Bahnen mit den Kantonen Appenzell Ausserrhoden mit Bahnlinien nach Gais-Teufen-St.Gallen und Urnäsch-Herisau-Gossau verbunden. 

### Mietwagen
Aufgrund einer Vereinbarung der Vereinigung der Strassenverkehrsämter, des Bunds und des Autovermieter-Verbands lassen Autovermieter in der Schweiz ihre Fahrzeuge im Kanton Appenzell Innerrhoden und im Kanton Waadt immatrikulieren, daher haben viele Mietautos ein Kontrollschild mit der Angabe «AI». Die Strassenverkehrsgebühren werden gemäss einer Übereinkunft nach einem festen Schlüssel auf die übrigen Kantone verteilt, die Bearbeitungsgebühren hingegen verbleiben im Kanton; so gingen 2016 rund 945'000 Franken ans Tiefbauamt des Kantons Appenzell Innerrhoden.

## Bräuche
Alpfahrt und Alpabfahrt: Die Bauern bringen ihre Kühe im Frühling auf die Alp zur Sömmerung und holen sie im Herbst wieder ab. Dabei wird häufig die Appenzeller Sennentracht getragen, und die Bauern werden von Appenzeller Sennenhunden begleitet.